# Tadeusz Młodkowski
Tadeusz Stanisław Młodkowski (ur. 19 kwietnia 1887 w Warszawie, zm. 21 lutego 1960 w Mrągowie) – polski historyk archiwista i polityk, senator IV kadencji w II RP w latach 1935–1936, zasłużony działacz harcerski i oświatowy, żołnierz Legionów Polskich, kapitan piechoty Wojska Polskiego, znał język niemiecki, szwedzki i rosyjski oraz łacinę, kawaler Orderu Virtuti Militari.

## Życiorys
Syn Stanisława i Marii z domu Bukowskiej. Przed 1918 był wykładowcą taktyki i terenoznawstwa w Gimnazjum Mariana Rychłowskiego w Warszawie i należał do Polskiej Organizacji Wojskowej. W latach 1914–1918 działał jako instruktor w powołanej przez ppłk. Władysława Sikorskiego Polskiej Organizacji Skautowej, a w latach 1918–1920 w strukturach ZHP. Pełnił funkcję drużynowego skautów w Warszawie w latach 1912–1914, członka Naczelnej Komendy Polskiej Organizacji Skautowej 1914, organizatora I Drużyny Harcerskiej im. W. Łukasińskiego w Nałęczowie 1915 i środowiskowej Drużyny Skautów im. T. Kościuszki w Puławach 1916, komendanta Obwodu Puławskiego Polskiej Organizacji Skautowej 1916, organizatora żeńskiej Drużyny Harcerskiej im. E. Plater w Puławach 1918, dowódcy Harcerskiego Batalionu w Warszawie 1919–1920, kierownika Wydziału Wojskowego Naczelnego Inspektoratu Harcerskiego w Warszawie 1919–1920.
Od 1923 pełnił funkcję dyrektora seminarium nauczycielskiego i wizytatora szkół w okręgu wileńskim. W latach 1927–1934 był radnym miasta Wilna, od 1935 do 1938 był senatorem wybranym w woj. wileńskim, zasiadał w senackiej Komisji Prawniczej.
Przybył z żoną Marią do Mrągowa z grupą repatriantów w 1946 i został nauczycielem w Państwowym Gimnazjum, a następnie jego dyrektorem. W kolejnych latach Tadeusz Młodkowski był nauczycielem Państwowego Liceum Pedagogicznego w Mrągowie, kierownikiem Powiatowego Archiwum Państwowego w Mrągowie, bibliotekarzem w szkole. Wkrótce został wybrany na radnego powiatu mrągowskiego oraz na przewodniczącego komisji oświaty i kultury. Był człowiekiem o wysokiej kulturze, dzięki temu miejscowa ludność mazurska i niemiecka darzyła go wyjątkowym zaufaniem.
28 lipca 1952 Młodkowski został kierownikiem powiatowego archiwum państwowego i pełnił tę funkcję do 31 maja 1957. Dzięki jego zaangażowaniu zabezpieczono przed zniszczeniem liczne dokumenty archiwalne. Był inicjatorem tworzenia ośrodków kultury i bibliotek szkolnych i publicznych na terenie miasta i powiatu.
Poprzez symboliczną zbiórkę pieniędzy od uczniów zapoczątkował starania o budowę Miejskiego Domu Kultury. Wraz z żoną Marią wspólnie zorganizowali Związek Harcerstwa Polskiego w Mrągowie.
Zmarł 21 lutego1960 i został pochowany na cmentarzu komunalnym przy ul. Brzozowej 6 w Mrągowie.

## Ordery i odznaczenia
- Krzyż Srebrny Orderu Wojskowego Virtuti Militari nr 5932 – 17 maja 1922[9][3]
- Krzyż Niepodległości – 3 maja 1932[10]
- Krzyż Oficerski Orderu Odrodzenia Polski – 9 listopada 1931[11]
- Krzyż Walecznych trzykrotnie – 1921[12][13]
- Srebrny Krzyż Zasługi – 1955
- Krzyż Zasługi Wojsk Litwy Środkowej[13]
- Odznaka I Brygady „Za wierną służbę”
- Odznaka Pamiątkowa Więźniów Ideowych[14]